# How to Save a Life (single)
How to Save a Life is een nummer van de poprockgroep The Fray. Het nummer werd in 2006 uitgebracht als tweede single, ter promotie van het debuutalbum van de band.

## Achtergrondinformatie
Het nummer is de opvolger van Over My Head (Cable Car) en bereikte de derde plek in de Amerikaanse Billboard Hot 100. Het deelt met Carlos Santana's Smooth (uit 1999) de zesde plek van het nummer dat het langst in de lijst bivakkeerde. Het ontving in 2007 een Grammynominatie voor Best Rock Performance by a Duo or Group with Vocal maar verloor die van Dani California van de Red Hot Chili Peppers.
Het nummer maakte de band bekend in het buitenland en dit is het best te merken doordat het voor de release van de leadsingle Over My Head (Cable Car) op basis van downloads de Britse UK Singles Chart bereikte waardoor het label besloot de singlereleases om te draaien. De single werd hierdoor vijf weken eerder dan gepland uitgebracht en bereikte de vierde plek na eerder al vier weken op vijf gestaan te hebben.
Zanger en schrijver Isaac Slade heeft zijn ervaringen met een jongen op een kamp voor tieners in problemen, wiens mentor hij was in het nummer verwerkt. Het nummer gaat dan ook over hoe velen naar de jongen reikten om deze te hulp te schieten, maar hierin faalden doordat zij geen idee hadden hoe ze het probleem moesten aanpakken.
De band opende een website waarin fans videoclips voor het nummer konden inzenden. Slade vertelde in een interview over een e-mail dat werd ingezonden, waarin er verteld werd over een jongen die verongelukte bij een auto-ongeluk. Het laatste nummer dat hij vanaf zijn computer downloadde, was How to Save a Life. Dit nummer werd op zijn begrafenis gedraaid en enkele vrienden hadden op hun armen de woorden Save a life getatoeëerd.

## Populariteit in televisieseries
Het nummer was het eerst te horen in de aflevering van Grey's Anatomy doordat de muzieksupervisor van de serie de band in Los Angeles zag optreden. Ze was onder de indruk van hun optreden en vooral van het nummer. Zij zorgde er vervolgens voor dat het nummer in de aflevering Superstition uit het tweede seizoen te horen was. Hierna debuteerde het nummer in de Amerikaanse Billboard Hot 100 maar gooide het geen hoge ogen. Het nummer werd daarna gebruikt in een advertentie ter promotie van het derde seizoen.
Vervolgens werd het nummer gebruikt in het einde van de Scrubs-aflevering My Lunch, waarin drie patiënten stierven door hondsdolheid die zij opliepen door orgaandonaties. Dr. Cox (John C. McGinley) vindt dat dit zijn schuld is en stort emotioneel in en loopt midden in zijn dienst het ziekenhuis uit. Deze aflevering wordt als een van de beste afleveringen door critici gezien.
Toen het derde seizoen van het album van start ging, steeg het nummer in de Verenigde Staten van de 51ste positie naar de 29ste plek en steeg de weken erop door tot de derde positie, mede door de reclames van Grey's Anatomy. In deze weken waarin het de lijst beklom, werd er een Grey's Anatomy versie van de videoclip gemaakt, net als er een dergelijke clip voor Snow Patrols Chasing Cars werd gemaakt. How to Save a Life werd op de soundtrack van de serie gezet (Grey's Anatomy, Vol. 2) en werd later gebruikt in de trailer voor de Australische release van de show.
In navolging van de bovengenoemde series, werd het nummer ook gebruikt in programma's als One Tree Hill, Ghost Whisperer, The Hills, 8th & Ocean, Cold Case, de laatste aflevering van de Britse editie van Big Brother 8, de encore aflevering van Echo Beach en in de trailer van BBC Ones 22 Casualty.

## Videoclip

### Origineel
In de originele videoclip, staat het thema licht en de stilstaande tijd centraal. De clip laat een auto-ongeluk zien en de slachtoffers in stilstand. Er schijnt steeds terugkerende scherp licht in het donkere bos waar de clip plaatsvindt. Scènes van de band die in een donkere warenhuis speelt worden afgewisseld door het verhaal van buiten.

### Grey's Anatomy-versie
In een andere versie zijn scènes gebruikt uit Grey's Anatomy' en de scènes uit het origineel, waarbij slechts de optredende band optreedt en het gedeelte van het auto-ongeluk eruit is gehaald.

### Derde versie
Een derde versie werd op 6 december 2006 uitgebracht, dat geregisseerd is door Mark Pellington (bekend om Pearl Jams Jeremy). De videoclip bevat verschillende kinderen, van wie de meesten tussen twaalf en achttien jaar zijn en depressief, suïcidaal of rouwend om het verlies van een geliefde. Al deze kinderen hebben in werkelijkheid iemand verloren. Veel van de kinderen zijn huilend en schreeuwend in de videoclip te zien, tegen een wit achtergrond. Vele stappen in een proces zijn te zien met een nummer van volgorde ervoor, waaronder de woorden "Remember", "Cry", "Love" of "Let Go".

## Hitnoteringen

### Nederland en Vlaanderen
| How to Save a Life in de Nederlandse Top 40 Binnen: 5 mei 2007 | How to Save a Life in de Nederlandse Top 40 Binnen: 5 mei 2007 | How to Save a Life in de Nederlandse Top 40 Binnen: 5 mei 2007 | How to Save a Life in de Nederlandse Top 40 Binnen: 5 mei 2007 | How to Save a Life in de Nederlandse Top 40 Binnen: 5 mei 2007 | How to Save a Life in de Nederlandse Top 40 Binnen: 5 mei 2007 | How to Save a Life in de Nederlandse Top 40 Binnen: 5 mei 2007 | How to Save a Life in de Nederlandse Top 40 Binnen: 5 mei 2007 | How to Save a Life in de Nederlandse Top 40 Binnen: 5 mei 2007 | How to Save a Life in de Nederlandse Top 40 Binnen: 5 mei 2007 |
| Week                                                           | 1                                                              | 2                                                              | 3                                                              | 4                                                              | 5                                                              | 6                                                              | 7                                                              | 8                                                              |                                                                |
| -------------------------------------------------------------- | -------------------------------------------------------------- | -------------------------------------------------------------- | -------------------------------------------------------------- | -------------------------------------------------------------- | -------------------------------------------------------------- | -------------------------------------------------------------- | -------------------------------------------------------------- | -------------------------------------------------------------- | -------------------------------------------------------------- |
| Nummer                                                         | 31                                                             | 26                                                             | 20                                                             | 22                                                             | 36                                                             | 32                                                             | 33                                                             | 40                                                             | uit                                                            |

| How to Save a Life in de Single Top 100 Binnen: 5 mei 2007 | How to Save a Life in de Single Top 100 Binnen: 5 mei 2007 | How to Save a Life in de Single Top 100 Binnen: 5 mei 2007 | How to Save a Life in de Single Top 100 Binnen: 5 mei 2007 | How to Save a Life in de Single Top 100 Binnen: 5 mei 2007 | How to Save a Life in de Single Top 100 Binnen: 5 mei 2007 | How to Save a Life in de Single Top 100 Binnen: 5 mei 2007 | How to Save a Life in de Single Top 100 Binnen: 5 mei 2007 | How to Save a Life in de Single Top 100 Binnen: 5 mei 2007 | How to Save a Life in de Single Top 100 Binnen: 5 mei 2007 | How to Save a Life in de Single Top 100 Binnen: 5 mei 2007 |
| Week                                                       | 1                                                          | 2                                                          | 3                                                          | 4                                                          | 5                                                          | 6                                                          | 7                                                          | 8                                                          | 9                                                          |                                                            |
| ---------------------------------------------------------- | ---------------------------------------------------------- | ---------------------------------------------------------- | ---------------------------------------------------------- | ---------------------------------------------------------- | ---------------------------------------------------------- | ---------------------------------------------------------- | ---------------------------------------------------------- | ---------------------------------------------------------- | ---------------------------------------------------------- | ---------------------------------------------------------- |
| Nummer                                                     | 50                                                         | 59                                                         | 46                                                         | 58                                                         | 46                                                         | 48                                                         | 47                                                         | 58                                                         | 73                                                         | uit                                                        |

| How to Save a Life in de Ultratop 50 Binnen: 3 maart 2007 | How to Save a Life in de Ultratop 50 Binnen: 3 maart 2007 | How to Save a Life in de Ultratop 50 Binnen: 3 maart 2007 | How to Save a Life in de Ultratop 50 Binnen: 3 maart 2007 | How to Save a Life in de Ultratop 50 Binnen: 3 maart 2007 | How to Save a Life in de Ultratop 50 Binnen: 3 maart 2007 | How to Save a Life in de Ultratop 50 Binnen: 3 maart 2007 | How to Save a Life in de Ultratop 50 Binnen: 3 maart 2007 | How to Save a Life in de Ultratop 50 Binnen: 3 maart 2007 | How to Save a Life in de Ultratop 50 Binnen: 3 maart 2007 | How to Save a Life in de Ultratop 50 Binnen: 3 maart 2007 | How to Save a Life in de Ultratop 50 Binnen: 3 maart 2007 | How to Save a Life in de Ultratop 50 Binnen: 3 maart 2007 | How to Save a Life in de Ultratop 50 Binnen: 3 maart 2007 | How to Save a Life in de Ultratop 50 Binnen: 3 maart 2007 | How to Save a Life in de Ultratop 50 Binnen: 3 maart 2007 | How to Save a Life in de Ultratop 50 Binnen: 3 maart 2007 | How to Save a Life in de Ultratop 50 Binnen: 3 maart 2007 | How to Save a Life in de Ultratop 50 Binnen: 3 maart 2007 | How to Save a Life in de Ultratop 50 Binnen: 3 maart 2007 | How to Save a Life in de Ultratop 50 Binnen: 3 maart 2007 |
| Week                                                      | 1                                                         | 2                                                         | 3                                                         | 4                                                         | 5                                                         | 6                                                         | 7                                                         | 8                                                         | 9                                                         | 10                                                        | 11                                                        | 12                                                        | 13                                                        | 14                                                        | 15                                                        | 16                                                        | 17                                                        | 18                                                        | 19                                                        |                                                           |
| --------------------------------------------------------- | --------------------------------------------------------- | --------------------------------------------------------- | --------------------------------------------------------- | --------------------------------------------------------- | --------------------------------------------------------- | --------------------------------------------------------- | --------------------------------------------------------- | --------------------------------------------------------- | --------------------------------------------------------- | --------------------------------------------------------- | --------------------------------------------------------- | --------------------------------------------------------- | --------------------------------------------------------- | --------------------------------------------------------- | --------------------------------------------------------- | --------------------------------------------------------- | --------------------------------------------------------- | --------------------------------------------------------- | --------------------------------------------------------- | --------------------------------------------------------- |
| Nummer                                                    | 45                                                        | 21                                                        | 14                                                        | 7                                                         | 8                                                         | 10                                                        | 11                                                        | 12                                                        | 14                                                        | 17                                                        | 19                                                        | 20                                                        | 23                                                        | 23                                                        | 24                                                        | 35                                                        | 30                                                        | 29                                                        | 40                                                        | uit                                                       |

### Rest van de wereld
| Lijst                      | Top |
| -------------------------- | --- |
| Australië                  | 2   |
| Vlaamse Ultratop 50        | 7   |
| European Singles Chart     | 14  |
| Duitse Musikmarkt Top 100  | 45  |
| Frankrijk                  | 35  |
| Ierland                    | 1   |
| Italië                     | 30  |
| Israël                     | 5   |
| Nederlandse Single Top 100 | 46  |
| Nederlandse Top 40         | 20  |
| Nieuw-Zeeland              | 7   |

| Lijst                                  | Top |
| -------------------------------------- | --- |
| Noorwegen                              | 10  |
| Spanje                                 | 1   |
| Britse UK Singles Chart                | 4   |
| U.S. Billboard Hot 100                 | 3   |
| U.S. Billboard Hot Adult Contemporary  | 1   |
| U.S. Billboard Hot Adult Top 40 Tracks | 1   |
| U.S. Billboard Hot Christian Songs     | 4   |
| U.S. Billboard Hot Modern Rock Tracks  | 31  |
| U.S. Billboard Pop 100                 | 4   |
| Zweden                                 | 5   |
| Zwitserland                            | 30  |

### NPO Radio 2 Top 2000
| Nummer met noteringen in de NPO Radio 2 Top 2000 | '12  | '13  | '14 | '15 | '16 | '17 | '18  | '19  | '20  | '21  | '22  | '23  | '24  |
| ------------------------------------------------ | ---- | ---- | --- | --- | --- | --- | ---- | ---- | ---- | ---- | ---- | ---- | ---- |
| How to Save a Life                               | 1767 | 1213 | 811 | 582 | 801 | 981 | 1162 | 1260 | 1355 | 1333 | 1398 | 1501 | 1309 |

1. ↑  Een vetgedrukt getal geeft de hoogste notering aan.
2. ↑  2012 was het eerste jaar met een notering voor dit nummer.

## Tracklist

### Cd-single 1
1. "How to Save a Life" — 04:03
2. "She Is" (Acoustic from Stripped Raw + Real) — 03:28

### Cd-single 2
1. "How to Save a Life" — 04:03
2. "How to Save a Life" (Acoustic from Stripped Raw + Real) —
3. "She Is" (Acoustic from Stripped Raw + Real) — 03:28
4. "How to Save a Life" - cd-rom-video